# Stichting Kabeltelevisie Pijnacker
Stichting Kabeltelevisie Pijnacker (SKP) is een kabelexploitant die alleen actief is in de gemeente Pijnacker-Nootdorp. SKP heeft ongeveer 22.000 aansluitingen. SKP is een Nederlandse aanbieder van kabeltelevisie, digitale telefonie en internettoegang.

## Historie
In de jaren 70 van de vorige eeuw ontstond de behoefte om een CAI (Centrale Antenne Inrichting) in Pijnacker te ontwikkelen. Er werd begonnen met een werkgroep bestaande uit vijf leden, maar al snel werd een stichting opgericht (op 13 juni 1974) met een bestuur bestaande uit twee vertegenwoordigers uit de gemeenteraad, twee leden van de woningbouwvereniging en drie inwoners uit de gemeente Pijnacker-Nootdorp. De stichting bestaat nog steeds, alleen is deze vorm van vertegenwoordiging inmiddels verlaten. Alle bestuursleden zijn particulier en woonachtig in het doorgiftegebied. SKP heeft geen winstoogmerk.
SKP biedt haar diensten aan via haar eigen coax-netwerk en glasvezelnetwerk (FttH).
Als lokale aanbieder voorziet SKP huishoudens in Pijnacker en Delfgauw van internet tot 1.000 Mbps, televisie en telefonie. Sinds 2022 zijn de diensten van SKP uitgebreid naar Nootdorp waarbij gebruik gemaakt wordt van het reeds bestaande glasvezelnetwerk.

## Coax
Vanaf de start heeft SKP in Pijnacker en Delfgauw de woningen voorzien van coax-aansluitingen. vanaf 1997 werd internet geleverd als aparte dienst door Caiway Sinds een aantal jaren levert SKP onder eigen label op deze adressen internet tot 600 Mbps en inmiddels is Caiway niet meer actief op het netwerk. 

## Glasvezel
De hoofdstructuur van het kabelnet van SKP is volledig uitgevoerd in glasvezeltechniek. Alle nieuwbouwwoningen worden standaard voorzien van glasvezel. In renovatie wijken waar een coaxnetwerk ligt wordt bekeken of er een glasvezelnetwerk aangelegd kan worden. SKP maakt hiervoor gebruik van de GPON-techniek. SKP levert via glasvezel een internetsnelheid tot 1000 Mbps. SKP begon in 2018 met het moderniseren van bestaande wijken met een coax-netwerk naar glasvezel.

## Diensten
Het basispakket televisie bestaat uit ruim 70 televisie- en 70 radiozenders, waarvan 80 in HD kwaliteit en 2 Ultra-HD of 4K kwaliteit. Voor televisie en radio maakt SKP gebruik van de DVB-C-techniek en is optioneel gebruik te maken van de IPTV techniek met een TV2GO box. Daarnaast biedt zij extra pakketten met entertainment, sport, films & erotiek.
Internet wordt op verschillende snelheden aangeboden. Daarnaast is er digitale telefonie. SKP heeft ook een TV2GO app voor tablet en smartphone en ze biedt de mogelijkheid om live televisie te kijken, maar er zijn ook interactieve functies zoals begin gemist, opnemen en programma’s terugkijken.
SKP is aangesloten bij NLConnect, de vereniging van telecom- en kabelbedrijven.